# 愛在電視台中的日子
《愛在電視台中的日子》（英語：One Day in the Life of Television），這套紀錄片，在英國獨立電視台於1989年11月1日開播。而這個拍攝由50組人歷時1年時期，在英國電視背後拍攝、製作、接待、市場等活動過程。
拍攝运行时刻為180分鐘，由英國電影協會和導演彼德·戈斯民斯基拍攝的，由約克郡電視台主要管理。
本紀錄片主要收錄了TV-am於卡敏登·駱克製作室拍攝更多節目，包括《早點時間》、《幸運天梯》、和《东区人》。還紀錄了衛星電視和有線電視運作。

## 連結
- 互联网电影数据库（IMDb）上《愛在電視台中的日子》的资料（英文）
- One Day in the Life of Television at BFI Film & TV Database